# Lycosa cowlei
Lycosa cowlei este o specie de păianjeni din genul Lycosa, familia Lycosidae, descrisă de Hogg, 1896. Conform Catalogue of Life specia Lycosa cowlei nu are subspecii cunoscute.